# 유정희
유정희는 대한민국의 여자 영화배우이다.

## 출연작

### 영화
- 1977년 영화 《어디서 무엇이 되어 다시 만나리》 - 주연 역
- 1978년 영화 《돌아와요 부산항》 - 주연 역
- 1978년 영화 《이 한몸 다 바쳐》 - 주연 역
- 1980년 영화 《돌아와요 부산항 80`》 - 주연 역
- 1989년 영화 《서울 무지개》 - 단역 극중 여주인공 역